# Aeroportul Carlisle Lake District
Aeroportul Carlisle Lake District (IATA: CAX, ICAO: EGNC) este un aeroport din Irthington⁠(d), Carlisle⁠(d), Cumbria, North West England, Anglia, Regatul Unit ce deservește zona Carlisle. Aeroportul a fost tranzitat în 2005 de 75 de pasageri.
Situat la o altitudine de 58 m, aeroportul dispune de 2 piste. Este operat de Stobart Air⁠(d).

## Infrastructură

### Piste
Aeroportul dispune de 2 piste. Pista 06/24 are suprafața de asfalt și dimensiunile 1.829 m × 30 m. Pista 01/19 are suprafața de asfalt și dimensiunile 885 m × 23 m. 